# Фаэтоны
Фаэто́ны (лат. Phaethon) — род водных птиц из монотипических семейства фаэтоновых (Phaethontidae) и отряда фаэтонообразных (Phaethontiformes); в более ранних системах семейство включали в отряд пеликанообразных (веслоногих). Их связь с другими современными птицами неясна, и, кажется, они не имеют близких родственников среди современных птиц.
Род фаэтонов включает три вида. Все они — птицы средней величины, имеют короткую шею и ноги. Оперение имеет преимущественно белую окраску. Хвостовые перья длинные и превышают тело.
Живут на побережьях океанов в субтропических и тропических широтах. Гнездятся небольшими колониями на скалистых островах, откладывая одно единственное яйцо. Питаются рыбой и медузами, которых ловят, ныряя в воду с воздуха. Вне периода спаривания живут в открытом море.
Название фаэтонов происходит от Фаэтона, сына бога солнца Гелиоса в греческой мифологии. Распространёно англоязычное название — «тропические птицы» (Tropicbirds), указывающее на их распространение в тропических широтах. Также известны под названием «боцманские свайки» — из-за схожести удлинённого хвоста с такелажным инструментом.

## Описание
По внешнему виду фаэтоны напоминают олуш. Их также сравнивают с чайками, крачками. Имеют клюв с тонко зазубренными краями; у основания клюва располагаются носовые отверстия щелевидной формы. В отличие от пеликанообразных и олушеобразных, обладают достаточно развитым языком. Крылья имеют заострённую форму, средняя пара рулевых перьев удлинена (до 50 см и более). Размеры фаэтонов варьируют в пределах 76—102 см в длину и 94—112 см в размахе крыльев.
Оперение фаэтонов преимущественно белое. Внутренняя пара хвостовых перьев у зрелых особей весьма длинная, хвост молодых птиц клинообразный. Все три вида имеют различные комбинации оперения чёрного цвета на голове, спине и крыльях. Фаэтоны обладают длинным, мощным и слегка изогнутым клювом, большой головой и короткой, тонкой шеей. Подобно членам отряда пеликанообразных, они имеют перепонки на всех четырёх пальцах лап. Лапы фаэтона расположены в самом конце туловища, что делает хождение по суше невозможным; таким образом, перемещаться по земле они могут, только толкаясь лапами.
Крик фаэтонов громкий, пронзительный, высокий, но скрипуче-свистящий или трескучий. Они часто выдаются быстрыми сериями во время демонстрационного полёта колонии.

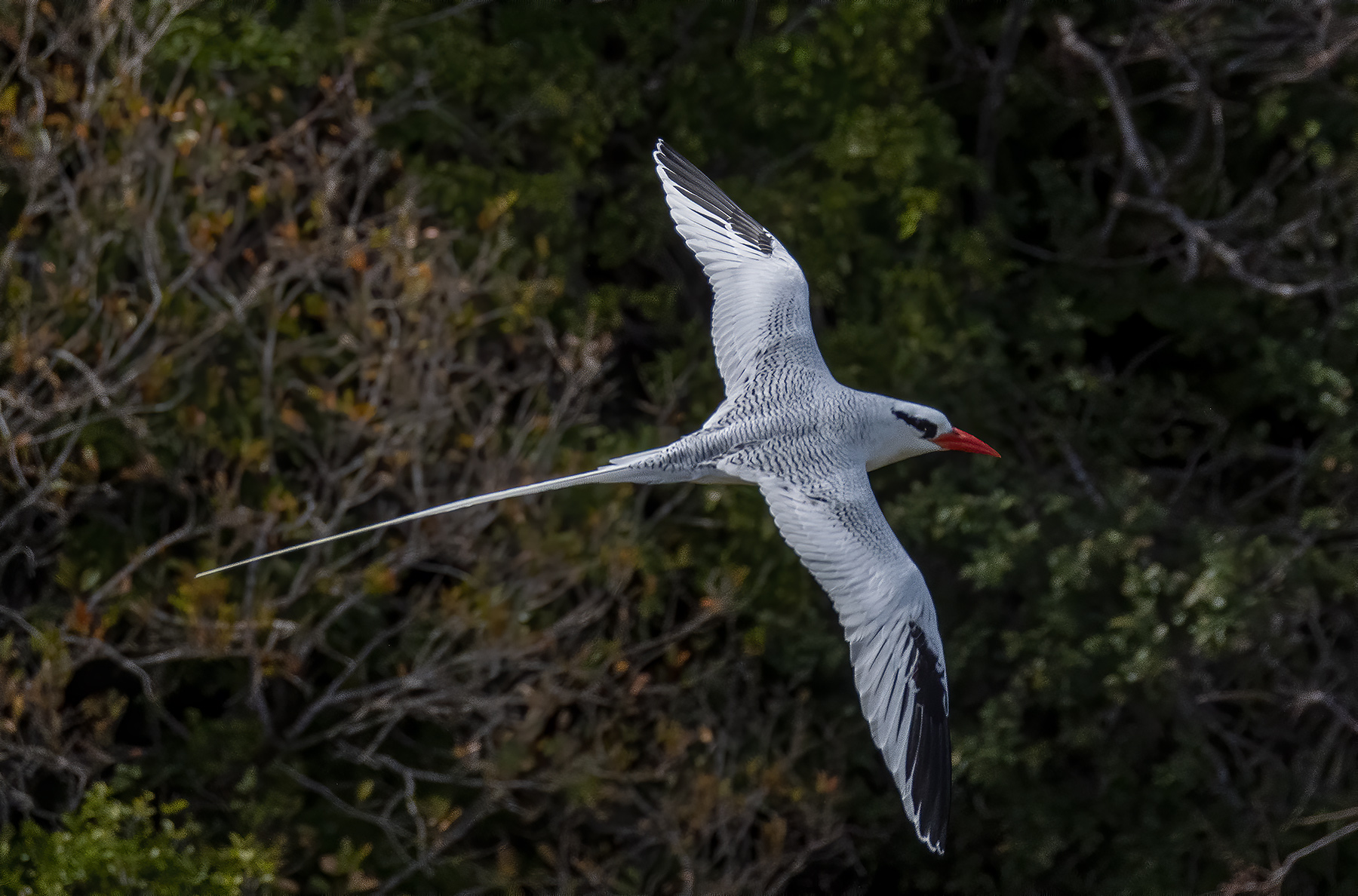
Красноклювый фаэтон

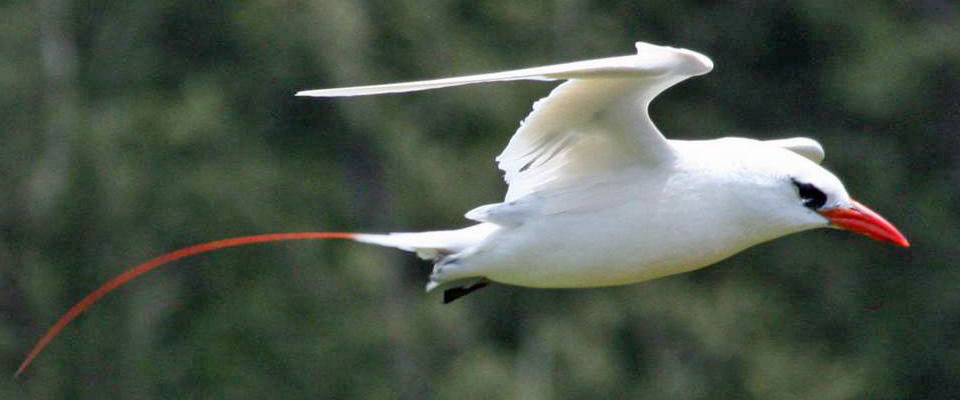
Краснохвостый фаэтон

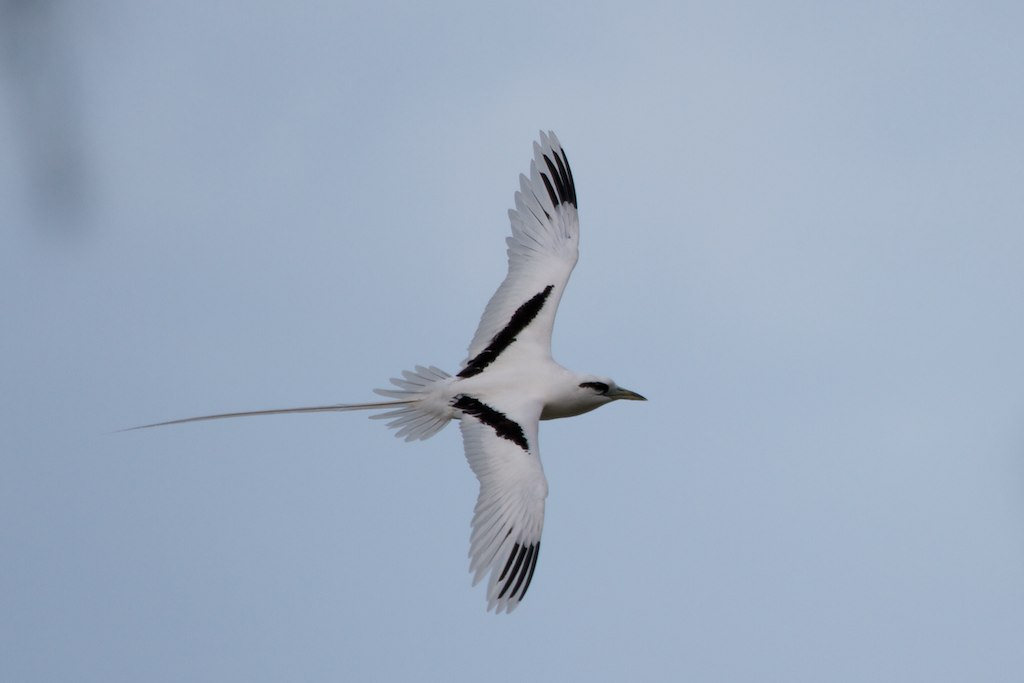
Белохвостый фаэтон

## Систематика
Фаэтонов традиционно относили к отряду веслоногих, позднее — пеликанообразных. Недавние исследования показали, что пеликанообразные в своём традиционном объёме являются парафилетической группой. В связи с этим фаэтоновые и связанное с ними вымершее семейство Prophaethontidae рассматривают как отдельный отряд фаэтонообразных, филогенетически достаточно удалённый от других групп ныне живущих птиц. Наиболее близок к нему отряд буревестникообразных.
Международный союз орнитологов включает следующие таксоны:
- Семейство Phaethontidae Brandt, 1840 — Фаэтоновые
  - Род Phaethon — Фаэтоны
    - Phaethon aethereus — Красноклювый фаэтон, обитает в восточной части Тихого океана, восточной и южной Атлантике, Карибском море и северо-западной части Индийского океана;
    - Phaethon rubricauda — Краснохвостый фаэтон, западная и восточная части Индийского океана и запад, центр и юг Тихого океана;
    - Phaethon lepturus — Белохвостый фаэтон, тропические части западной и южной Атлантики, Индийского океана и западной части Тихого океана[9][8].

Внутри рода краснохвостый и белохвостый фаэтоны — наиболее близкие родственники, красноклювый фаэтон образует сестринский таксон к этой кладе.
Расхождение современных видов фаэтонов произошло достаточно давно: даже два более близких вида, краснохвостый и белохвостый фаэтоны, по оценкам генетиков, разделились более 4 млн лет назад. В целом же ископаемые остатки фаэтонов могут иметь возраст около 50 млн лет. Известны следующие ископаемые виды:
- † Род Heliadornis Olson, 1985
  - † Heliadornis ashbyi Olson, 1985
- † Род Phaethusavis Bourdon et al., 2008
  - † Phaethusavis pelagicus Bourdon et al., 2008

## Экология и размножение
Фаэтоны часто ловят свою добычу, зависая над ней, а затем погружаясь, типично только над поверхностным уровнем вод. Питаются они по большей части рыбой, особенно летучей рыбой, и иногда кальмарами. Фаэтоны стремятся избегать многовидового рациона, в отличие от фрегатов.
Фаэтоны обычно ведут одиночный или парный образ жизни отдельно от гнездовых колоний, где они участвуют в брачных ухаживаниях, устраивая театральные представления. В течение нескольких минут, группы из 2—20 птиц одновременно и часто летают друг вокруг друга в больших вертикальных кругах, размахивая хвостами из стороны в сторону. Если самке нравится представление, она спаривается с самцом в его будущем гнезде. Иногда случаются и споры между самцами, пытающимися защитить свою пару и место гнездования.
Фаэтоны в основном гнездятся в дырах или трещинах на голой земле. Самка откладывает одно белое яйцо, покрытое коричневыми пятнами, и высиживает его в течение 40—46 дней. Высиживание осуществляется обоими родителями, но по большей части самкой, в то время как самец добывает еду, чтобы кормить самку. Птенец вылупляется покрытым серым пушком и остаётся в гнезде один, пока оба родителя добывают пищу. Затем они выкармливают птенца два раза каждые три дня до тех пор, пока он сам не сможет летать, что происходит примерно после 12—13 недель после вылупления. Поначалу молодняк не способен летать, вместо этого они выплывают в океан на несколько дней, чтобы сбросить вес перед полётом.

Фаэтон на флаге острова Рождества

Птенцы фаэтонов растут относительно медленно по сравнению с другими птицами прибрежной зоны и стремятся накопить запасы жира, пока ещё молодые. Возможно это, наряду с однояйцевой кладкой, способ приспособления к морскому стилю жизни, когда пища зачастую собирается в больших количествах, но её довольно трудно найти.